# Gmina Bramming
Gmina Bramming (duń. Bramming Kommune) była w latach 1970-2006 (włącznie) jedną z gmin w Danii w okręgu Ribe Amt. 
Siedzibą władz gminy było miasto Bramming. 
Gmina Bramming została utworzona 1 kwietnia 1970 na mocy reformy podziału administracyjnego Danii. Po kolejnej reformie administracyjnej w roku 2007 weszła w skład nowej gminy Esbjerg.

## Dane liczbowe
- Liczba ludności: (♀ 6854 + ♂ 6784) = 13 638
  - wiek 0-6: 9,6%
  - wiek 7-16: 16,2%
  - wiek 17-66: 62,4%
  - wiek 67+: 11,7%
- zagęszczenie ludności: 80,7 osób/km²
- bezrobocie: 3,8% osób w wieku 17-66 lat
- cudzoziemcy z UE, Skandynawii i USA: 96 na 10 000 osób
- cudzoziemcy z krajów Trzeciego Świata: 175 na 10 000 osób
- liczba szkół podstawowych: 6 (liczba klas: 103)